# Seaside (Florida)
Seaside és una ciutat planificada de l'àrea de Florida Panhandle, al comtat de Walton, entre Panama City Beach i Destin. És una de les primeres comunitats dissenyades segons els principis del «nou urbanisme», i la ciutat és visitada per professionals del disseny d'arreu dels Estats Units d'Amèrica.

## Història
La ciutat es començar a construir el 1981. La idea darrere de Seaside va sorgir el 1946, quan l'avi del fundador Robert S. Davis va comprar 80 acres (32 ha) de terra al llarg de la costa del nord-oest de Florida com a lloc de vacances per a la família. L'any 1978, Davis va heretar la parcel·la del seu avi i va voler transformar-la en una ciutat de platja imitant les cases tradicionals amb marc de fusta de Florida Panhandle. Davis, la seva esposa Daryl i els socis arquitectònics i guanyadors del premi Driehaus, Andrés Duany i Elizabeth Plater-Zyberk van recórrer el sud estudiant les ciutats petites com a base per planificar Seaside, que es va completar el 1985.
Seaside es troba al llarg de la carretera del comtat 30A immediatament al costat del golf de Mèxic. Via County Road 30A, Rosemary Beach és 13 km al sud-est, i Miramar Beach es troba a 26 km al nord-oest (via County Road 30A fins a la US 98). La ciutat va ser utilitzada com a lloc de rodatge de la pel·lícula de 1998 The Truman Show.

## Disseny
Seaside és una de les tres comunitats planificades a la costa del golf de Florida dissenyades per Andrés Duany i Elizabeth Plater-Zyberk. Les altres dues són Rosemary Beach i Alys Beach. Els tres són exemples de l'estil d'urbanisme conegut com a «nou urbanisme». Com que Seaside és de propietat privada, cap altre govern municipal tenia jurisdicció de planificació sobre Seaside i, per tant, els desenvolupadors van poder establir els seus propis codis de zonificació. El centre comercial de Seaside es troba al centre de la ciutat i els carrers estan dissenyats amb un patró de carrer radial amb carrerons per a vianants i espais oberts situats arreu del municipi. A Seaside no es permet la gespa privada davantera i només s'empren plantes autòctones als patis davanters.

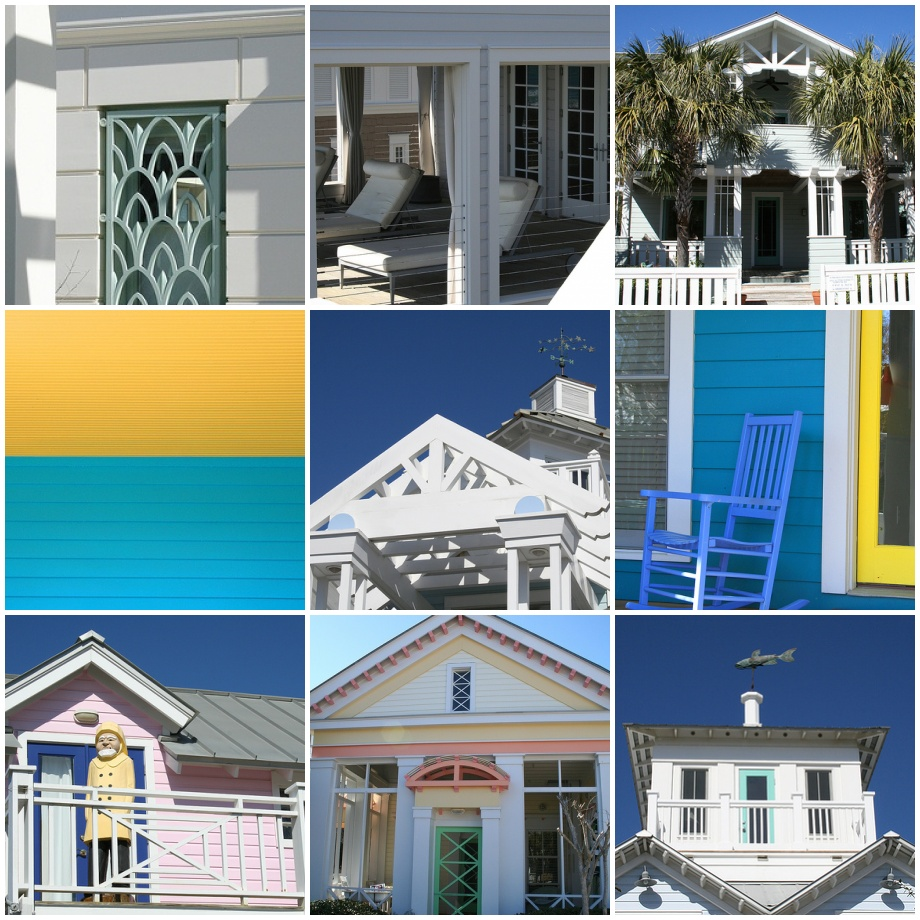
Collage arquitectònic del nou urbanisme de Seaside

Els habitatge familiars a Seaside han de ser diferents d'altres edificis, amb dissenys que van des d'estils com l'arquitectura victoriana, new classical, moderna, postmoderna i desconstructivisme. Seaside inclou edificis d'arquitectes com Léon Krier, Robert AM Stern, Steven Holl, Machado and Silvetti Associates, Deborah Berke, Gordon Burns & Associates, Thomas Christ, Walter Chatham, Daniel Solomon, Ronnie Holstead, Jeff Margaretten, Alex Gorlin, Aldo Rossi, Michael McDonough, Samuel Mockbee, David Mohney, Steve Badanes, Walker Candler i David Coleman.

## Esdeveniments

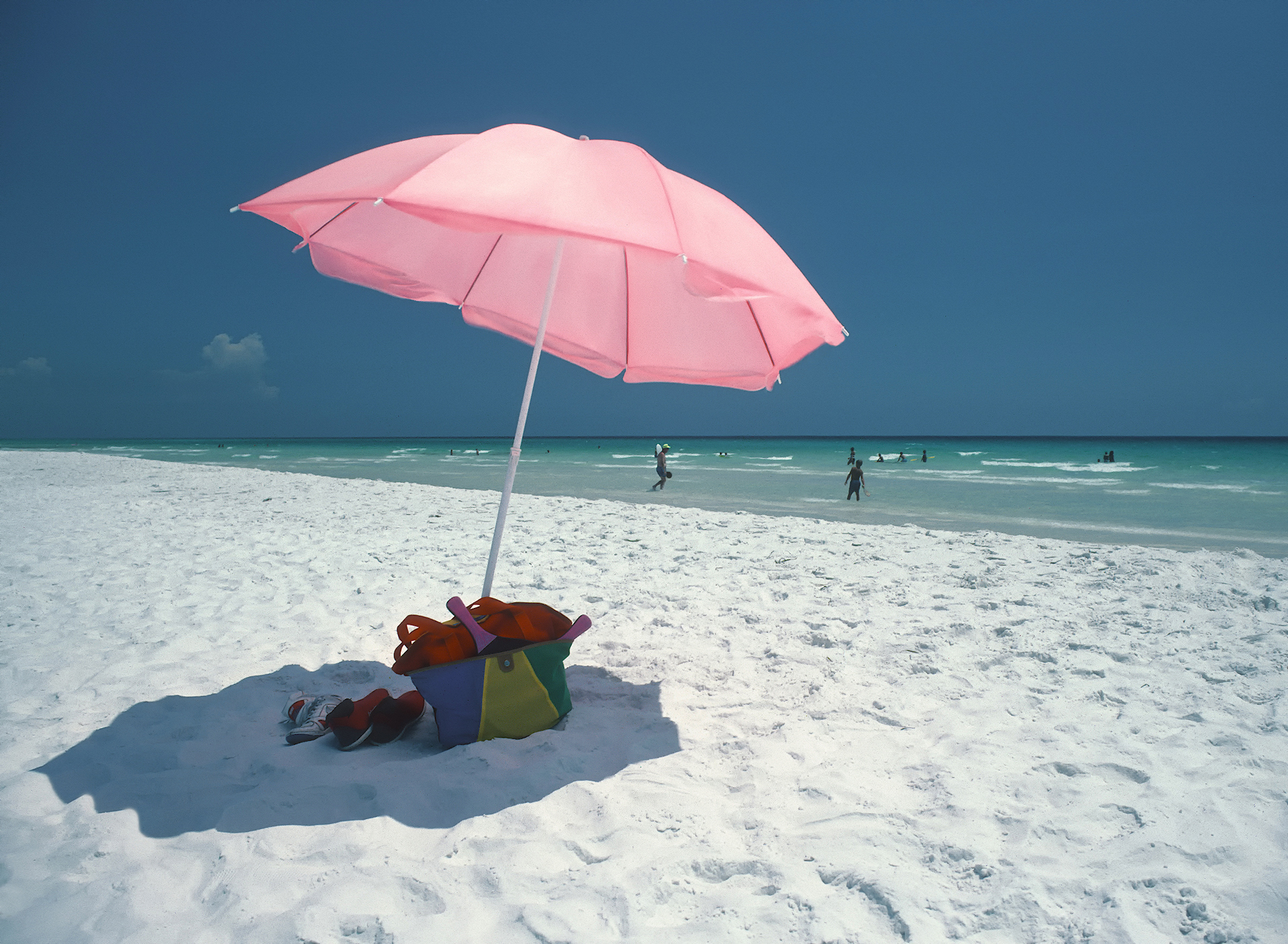
Platja de Seaside

La mitja marató i la cursa de 5 km a la vora del mar se celebren cada any al març i atrau corredors d'arreu del país. La cursa de 5 km està limitada a les primeres 800 persones que s'hi inscriuen i la mitja marató està limitada a 2.200 persones. Els tres primers corredors de cada grup d'edat reben un premi i tots els corredors de la mitja marató reben una medalla en completar la cursa.
Altres esdeveniments són el Seeing Red Wine Festival, un festival de dansa, un mercat de productes agrícoles i una producció anual d'El Trencanous.